# Oudewater
Oudewater es una ciudad y un municipio de la provincia de Utrecht, en la región conocida como el Groene Hart o corazón verde de los Países Bajos. Se encuentra en la desembocadura del río Lange Linschoten en el Hollandse IJssel. En enero de 2014 contaba con una población de 9.873 habitantes repartidos sobre una superficie de 40,10 km², de los que 0,99 km² corresponden a la superficie ocupada por el agua, lo que supone una densidad de 252 h/km².
Además de la ciudad de Oudewater, con una población 6.670 habitantes en 2004, el municipio incluye otros tres antiguos municipios: Snelrewaard, Hekendorp y Papekop. 

## Historia
Oudewater recibió del obispo de Utrecht los derechos de ciudad hacia 1265, poco antes de pasar al condado de Holanda. Posteriormente la ciudad ha estado incorporada a la provincia de Holanda Meridional hasta la revisión de límites de 1970.
En 1572, Oudewater con otras once ciudades acudió a la reunión de los Estados Generales celebrada en Dordrecht en la que Guillermo de Orange fue reconocido como su gobernador. En represalia, el gobernador español Gilles de Berlaymont puso cerco a la ciudad el 19 de julio de 1575. El sitio duró hasta el 6 de agosto cuando, tras un intenso bombardeo, los tercios de Flandes entraron en la ciudad protagonizando una masacre conocida como la Oudewaterse Moord o matanza de Oudewater, en la que solo tres ciudadanos salvaron la vida según la leyenda.
En los siglos XVI y XVII la producción de cáñamo hizo de Oudewater un importante centro de fabricación de cuerdas, contando en la actualidad con un museo dedicado a ellas. 
El centro de la ciudad cuenta con unos 250 edificios protegidos, entre ellos la iglesia Grande o de San Miguel, del siglo XV con una torre del hacia 1300, el ayuntamiento con fachada de estilo renacentista de 1588 y el Waag o balanza de las brujas, convertido en museo. Se cuenta que los acusados de brujería podían librarse de la hoguera pesándose allí, pues se decía que las brujas, al carecer de alma, pesaban menos que una persona normal.

## Galería de imágenes

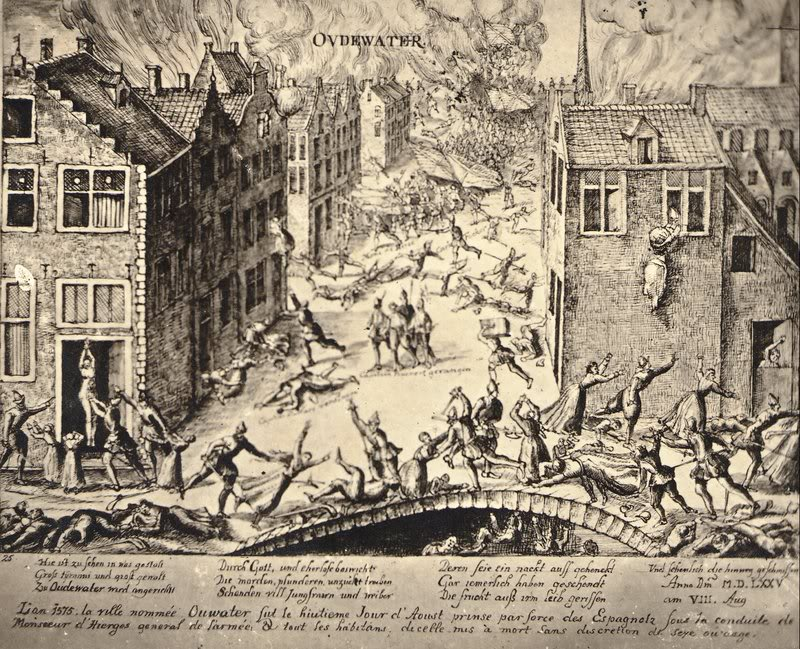
La masacre de Oudewater según un grabado de Frans Hogenberg
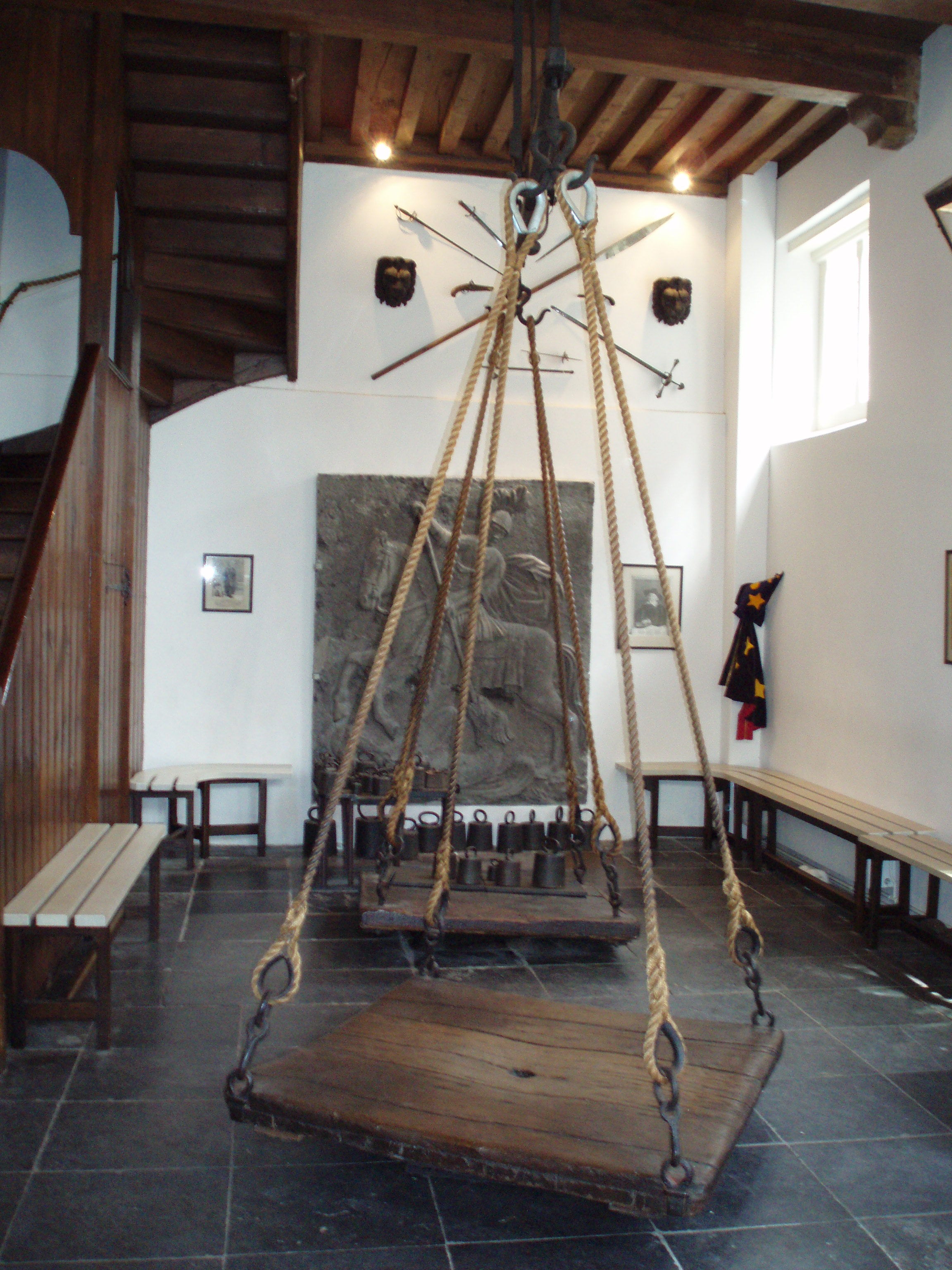
Balanza de las brujas
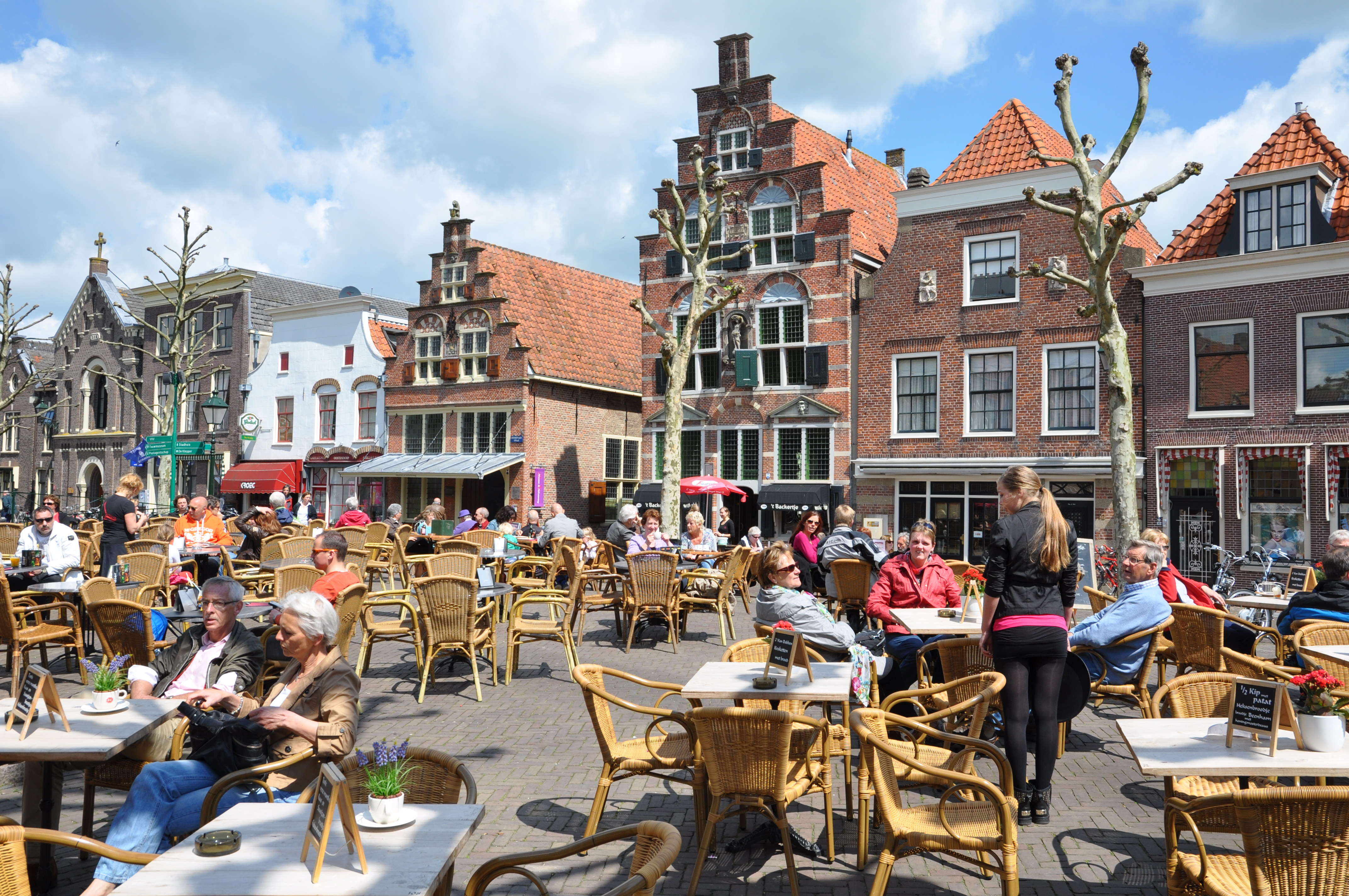
Terrazas en el centro de la ciudad
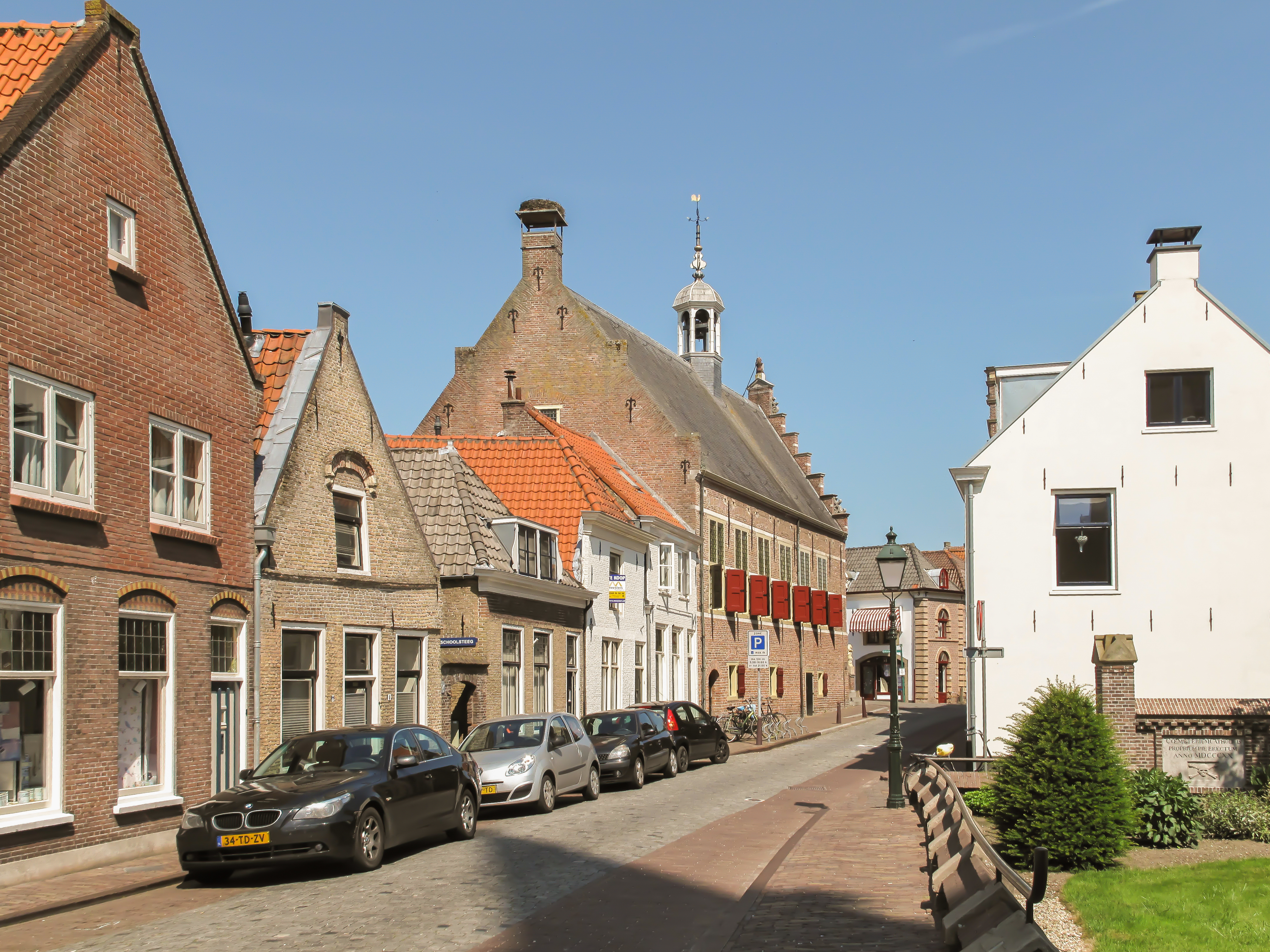
Antiguo ayuntamiento en la calle
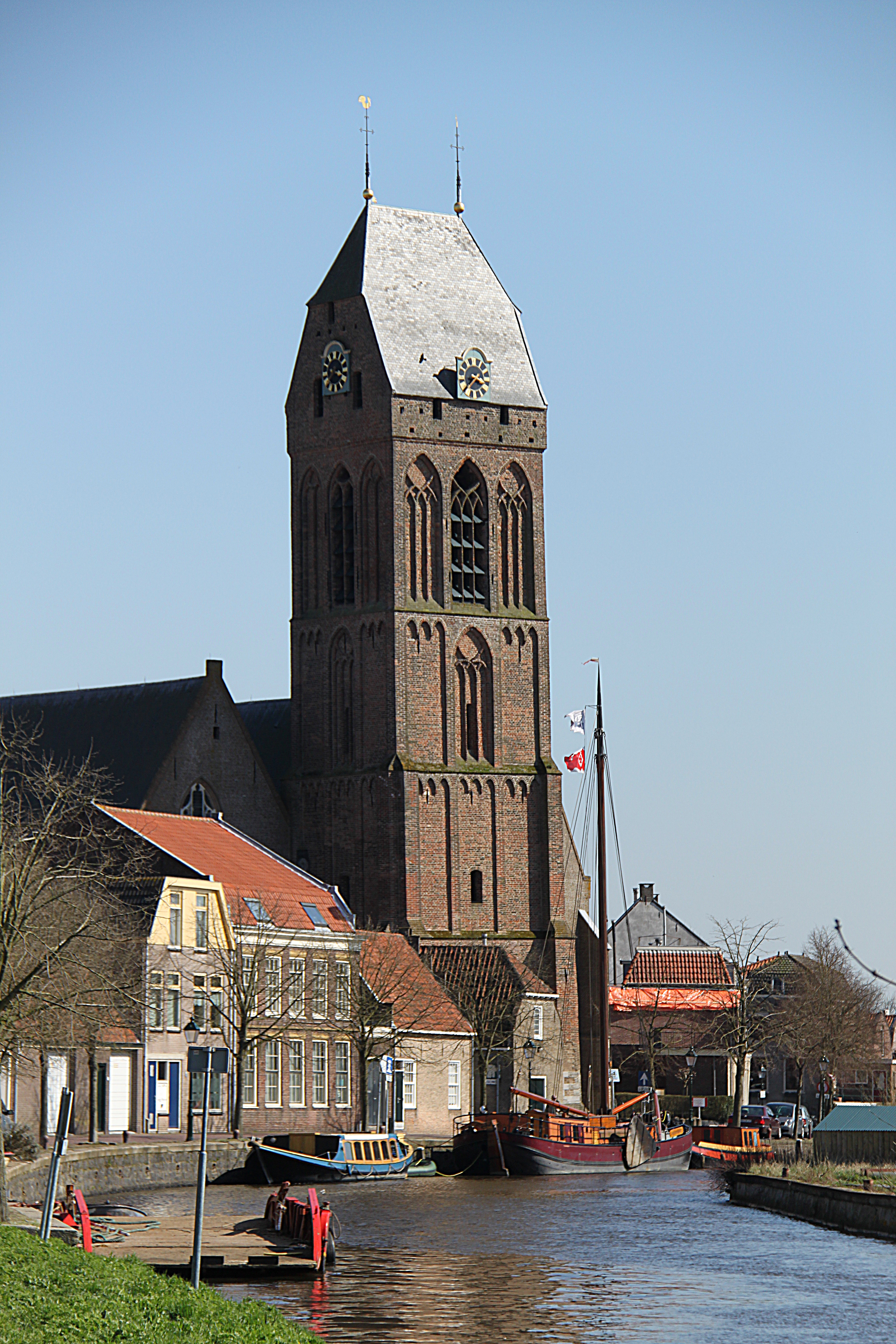
Torre de la iglesia de San Miguel
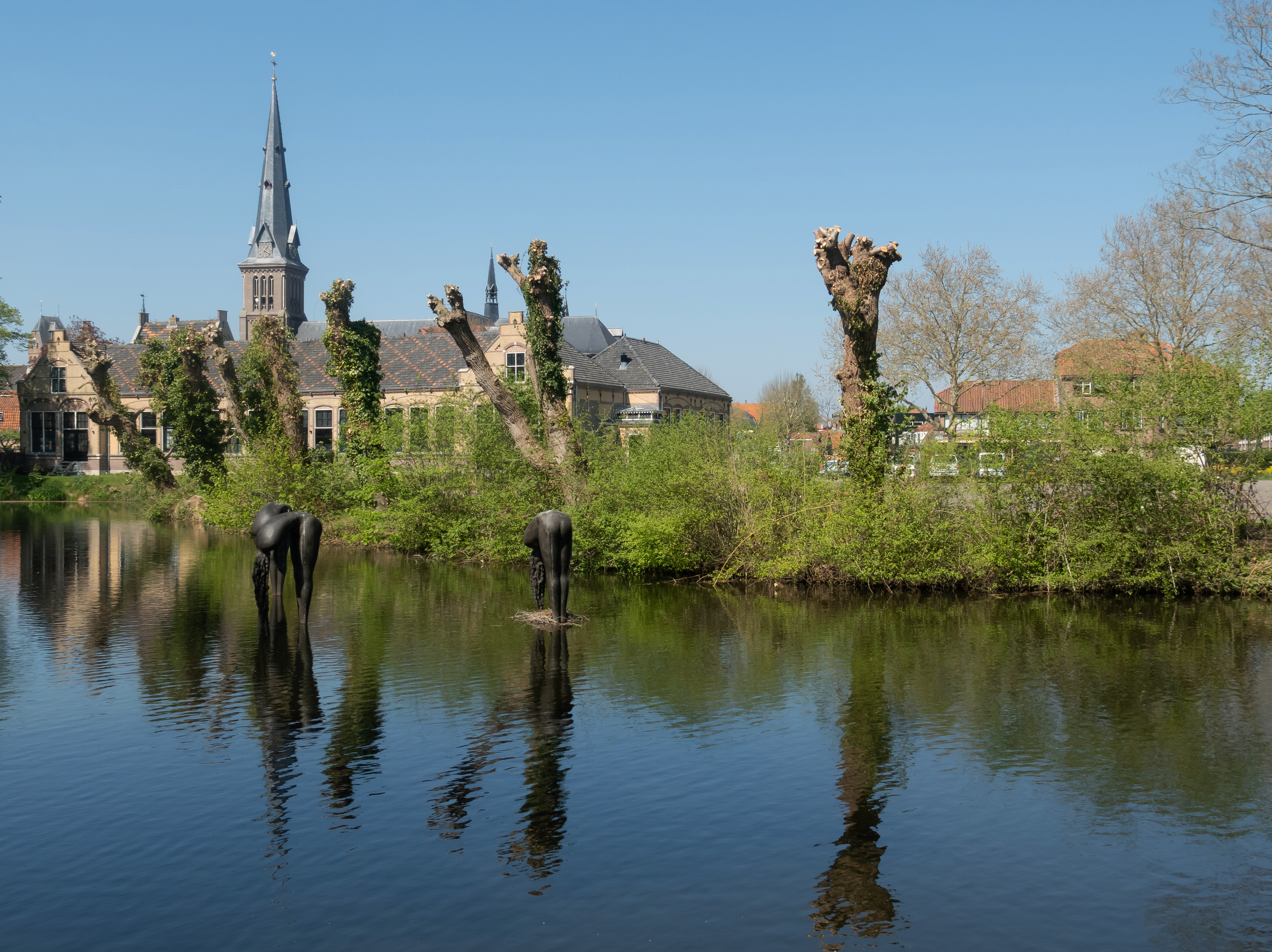
Torre de la iglesia de San Franciscus desde el Waardsedijk
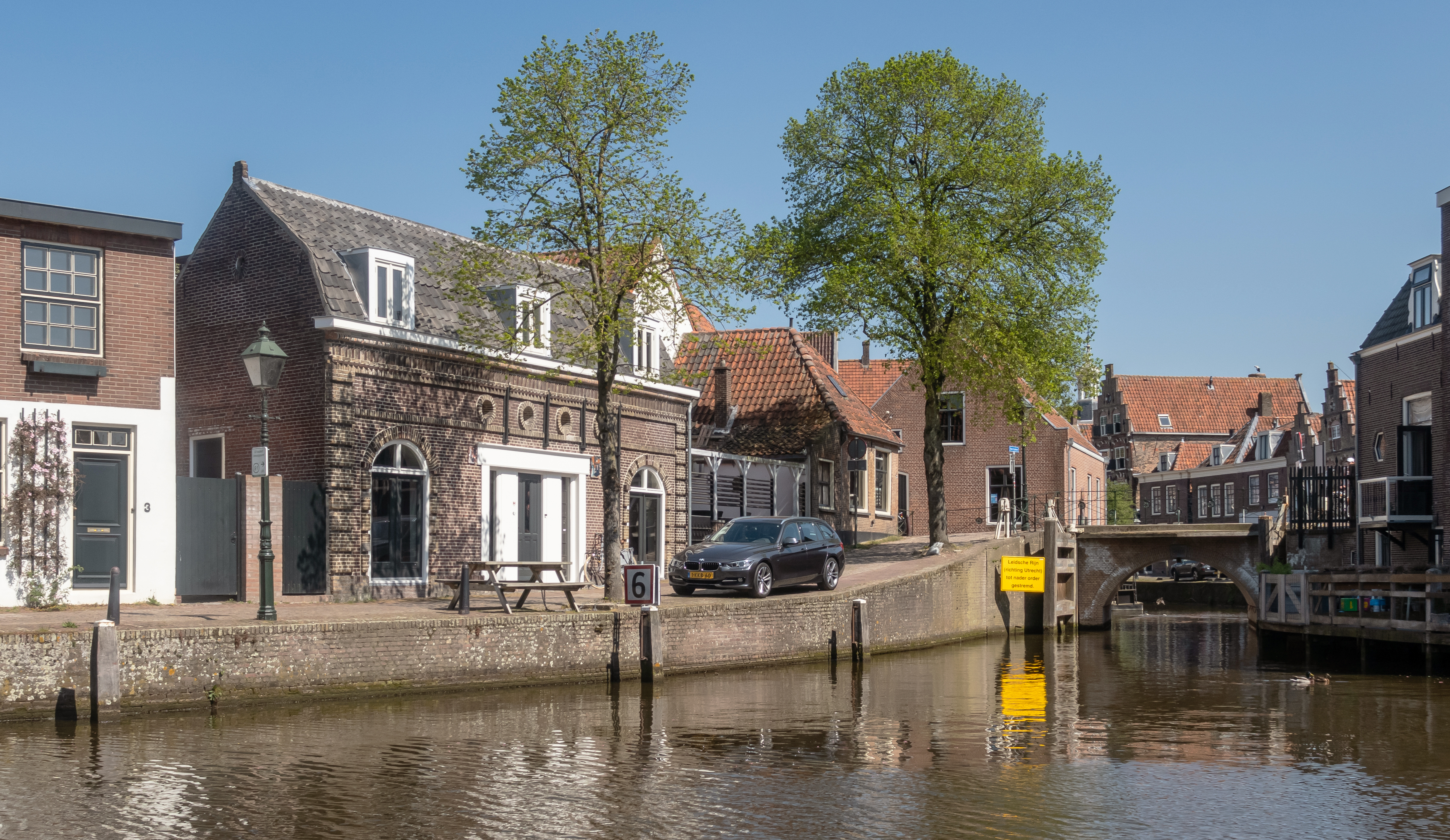
Vista del canal y el puente desde el West IJsselkade

## Nacidos en Oudewater
Entre las personalidades nacidas en Oudewater destacan:
- Gerard David (1460-1523), pintor primitivo flamenco;
- Jacobo Arminio (1559-1609), teólogo, cabeza de los remonstrantes;